# Rana pustulosa
Rana pustulosa là một loài ếch trong họ Ranidae. Chúng là loài đặc hữu của México, nơi nó được gọi là rana de cascada
Các môi trường sống tự nhiên của chúng là các khu rừng khô nhiệt đới hoặc cận nhiệt đới, rừng ẩm đất thấp nhiệt đới hoặc cận nhiệt đới, sông, vườn nông thôn, và các khu rừng trước đây bị suy thoái nặng nề.